# Коц Олександр Ігорович
Олександр Ігорович Коц (нар. 3 вересня 1978) — російський пропагандист. З 1999 року працює кореспондентом «Комсомольської правди», спеціальний кореспондент відділу політики, відповідає за висвітлення військових конфліктів, природних стихій та інших катаклізмів. У його послужному списку військового кореспондента — поранення та полону, робота в Косово, Афганістані, на Північному Кавказі, у Лівії, Сирії, Єгипті, Іраку, Україні та Нагірному Карабаху. Також веде програми на радіо «Комсомольська правда».
Коц є одним з провідних діячів антиукраїнської дезінформаційної кампанії в російських ЗМІ. Часто виступає разом зі своїм напарником Дмитром Стешиним.
17 листопада 2022 року указом президента РФ включений до складу російської Ради з прав людини, прессекретар президента РФ пояснив це тим, що він є «найбільш правильним відображенням громадянського суспільства» «за нових обставин» і може краще презентувати його.

## Біографія
Народився 3 вересня 1978 року в Южно-Сахалінську. Батько — журналіст Ігор Коц, у 2003—2013 роках головний редактор та гендиректор видання «Радянський спорт». Через місяць після народження сім'я Олександра переїхала на материк у Хабаровськ. Вступив до школи, потім продовжив навчання у Владивостоку.
У 1993 році переїхав до Москви, де закінчив середню школу та вступив до інституту. Проте навчання довелося перервати. У 1996-98 роках проходив термінову службу в 38-му окремому полку зв'язку Повітряно-десантних військ Росії, в Підмосков'ї, в/ч 64164. Після армії продовжив навчання.
З 1999 року працює у «Комсомольській правді», ставши спеціальним кореспондентом відділу політики. Відповідає за висвітлення військових конфліктів, стихійних лих та інших катаклізмів в Росії та інших країнах, бере інтерв'ю у відомих політичних діячів, веде передачі на радіо «Комсомольська правда».
В якості військового кореспондента висвітлював події та військові дії в Косово (2000, 2008 та 2011 роки), Афганістані (2006, 2013 роки), республіках Північного Кавказу (більше 30 відряджень з 2000 по 2016 рік), Єгипет 2, 2013 роки), Лівії (кілька відряджень протягом 2011 року), Сирії (кілька відряджень у 2012—2013 та 2015—2017 роках), в Іраку (2016 рік), а також під час агресії Росії в Україні (як під час бойових дій 2014—2015 рр., так і з 2022 р.).
9 травня 2004 року, коли в результаті теракту на стадіоні в Грозному був убитий президент Чеченської республіки Ахмат Кадиров, Олександр Коц був контужений.

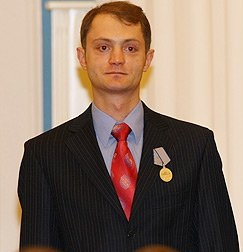
Коц Олександр, 16 січня 2009

3 вересня 2004 року під час відрядження до Беслана брав участь разом із співробітниками російських спецслужб в евакуації дітей-заручників із захопленої терористами школи. Він був представлений до державної нагороди «за участь у порятунку дітей із бесланської школи, за допомогу у розслідуванні трагедії», але відмовився від неї.
Разом із колегою Дмитром Стешиним готував матеріал до 20-річчя аварії на Чорнобильській АЕС, проживши кілька днів у покинутому місті Прип'ять.
У червні 2006 року разом з іншими журналістами висвітлював у Феодосії (Крим) акції проти НАТО та американо-українських навчань. При цьому взяв участь у незаконному встановленні російського прапора на даху будівлі військового санаторію Міністерства оборони України в Євпаторії.
9 серпня 2008 року Олександр Коц був направлений в Цхінвалі для висвітлення подій російсько-грузинської війни. Перебував у БТР командувача Хрульова у першій колоні батальйонно-тактичної групи мотострілецького батальйону 58-ї армії, спрямованої в Цхінвалі.
Під час бою знімав події на відеокамеру, і готував репортаж у номер. Отримав тяжке поранення в праву руку і три осколки в ногу, але вже наступного дня з польового шпиталю МНС під Владикавказом передав свій репортаж. Від загибелі Олександра та інших журналістів врятували дії майора Д. Ветчинова (Герой Російської Федерації посмертно). Півтори години, стікаючи кров'ю, Олександр чекав евакуації, яку зрештою організував його колега з МК, майор ВДВ запасу Віктор Сокірко, який виповз із укриття до дороги і зміг зупинити БМП, що відходила. Він же надав колезі першу допомогу і потім супроводжував його до Джави. За відрядження в Південну Осетію Олександр Коц був нагороджений медаллю «За відвагу» (16 січня 2009) і сам вважає цей інцидент найнебезпечнішим у своєму репортерському житті.
В 2010 передавав репортажі з собору Порт-о-Пренса на Гаїті, зруйнованого землетрусом.
У ході «арабської весни», у квітні 2011 року, висвітлюючи громадянську війну в Лівії, разом зі своїм колегою Дмитром Стешиним та трьома журналістами російського телеканалу НТВ було взято в полон повстанцями. Репортери були звинувачені в тому, що вони як розвідники працювали на режим Муаммара Каддафі. Проте завдяки втручанню глави МЗС Росії Сергія Лаврова та спецпредставника РФ при НАТО Дмитра Рогозіна, всі репортери були звільнені за допомогою італійських військових, що дислокувалися на аеродромі Бенгазі.
З грудня 2013 року до теперішнього часу Олександр Коц знаходиться в Україні (з 2014 — незаконно, без акредитації з боку України, на окупованих територіях на Донбасі). Є однією з ключових осіб російської інформаційної кампанії на Донбасі. Разом із Дмитром Стешиним Коц провів півтора місяці в Слов'янську перед його визволенням ЗСУ у липні 2014 року.
За деякими відомостями, за «об'єктивність висвітлення подій у Криму» нагороджений медаллю ордена «За заслуги перед Батьківщиною» ІІ ступеня (21 квітня 2014 року). Тоді ж СБУ закрила для нього в'їзд на територію України на п'ять років та оголосила у розшук як помічника терористів. Незважаючи на заборону, продовжив роботу на території так званої «ДНР».
З жовтня 2015 року, періодично виїжджаючи у відрядження до Сирії, висвітлював перебіг російської операції.
У січні-лютому 2019 перебував у відрядженні у Венесуелі, звідки давав репортажі у підтримку диктаторського режиму Ніколаса Мадуро.
З вересня 2020 року знаходився на території Нагірного Карабаху, висвітлюючи події другої карабахської війни.
З початку вторгнення Росії в Україну 24 лютого 2022 працює в зоні військового конфлікту. 3 квітня 2022 року (в перший день коли стало відомо про масову різанину в Бучі) назвав її «фейком». Наступного дня він звинуватив у вбивстві мирних жителів «нацистів Боцмана».

30 жовтня 2023 року Коца обурило те, що дагестанці нападають на євреїв у Росії. Він присоромив їх, мовляв, не за таку ганьбу їхні земляки, які брали участь у війні проти України, повернулися додому у чорних пакетах.
Такі сміливі та хочете вбивати євреїв? Їдьте до Гази. Або до Києва. Я знаю одну адресу, можу підказати: Банкова, 11,

– цинічно заявив Коц.

## Санкції
Коц активно займається військовою пропагандою та поширенням дезінформації на підтримку путінського режиму. В якості військового кореспондента він регулярно відвідує зону бойових дій, щоб повідомляти про «героїзм» російських військ.
4 травня 2022 Олександр Коц разом з Євгеном Піддубним, Дмитром Стешиним, головою англійської редакції RT Брайаном Макдоналдом, журналістом і провідною ВГТРК Наілей Аскер-Заде був включений до списку санкційних персон Великої Британії.
14 жовтня 2022 року доданий до санкційного списку Канади.
20 жовтня 2022 року доданий санкційного списку України.
25 лютого 2023 року доданий до санкційного списку Євросоюзу.

## Нагороди і премії

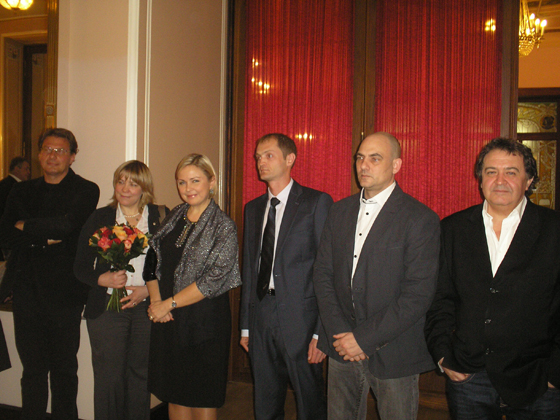
Лауреати Міжнародної премії імені Юліана Семенова 2012 року. Олександр Коц — у центрі.

- медаль «За відвагу» (16 січня 2009)[9] — «за мужність та відвагу, виявлені під час висвітлення грузинсько-південноосетинського конфлікту»
- медаль «За зміцнення бойової співдружності»[5]
- медаль МНС РФ «Учаснику надзвичайних гуманітарних операцій»[5]
- медаль «Учаснику військової операції в Сирії» (вручена 17 квітня 2016 року) — «за високий професіоналізм та об'єктивність у висвітленні військової операції у Сирійській Арабській Республіці»[24]

## Публікації
- Коц А. И. Успеть в номер: сборник репортажей специального корреспондента «Комсомолки» / Александр Коц. — Владивосток: Изд-во Дальневосточного университета, 2009. — 217 с. — ISBN 978-5-7444-2193-7 (ошибоч.).
- Александр Коц. «Уроки арабского» | Радио «Комсомольская правда», 19 августа 2017.